# 葛婆县
葛婆县（越南语：／），又译吉婆县，是越南海防市历史上的一个旧县，主要由葛婆岛及其离岛组成。

## 地理
葛婆县主要位于葛婆岛，北和东与广宁省鸿基市社隔下龙湾相对，西接葛海县，南临北部湾。

## 历史
保大后期，殖民政府以葛海帮佐设葛海州和葛婆市社，隶属广安省管辖。
1955年2月22日，鸿基特区和广安省合并为鸿广区，由中央政府直辖。葛婆市社随之划归鸿广区管辖。
1956年6月5日，葛婆市社划归海防市管辖。
1957年7月22日，葛婆市社改制为葛婆县。葛婆县下辖葛婆市镇、嘉论社、贤豪社、扶隆社、真珠社、越海社、春盎社1市镇6社。
1977年3月11日，葛婆县并入葛海县。

## 行政区划
1977年，葛婆县下辖1市镇6社，县莅葛婆市镇。
- 葛婆市鎮（Thị trấn Cát Bà）
- 嘉论社（Xã Gia Luận）
- 贤豪社（Xã Hiền Hào）
- 扶隆社（Xã Phù Long）
- 真珠社（Xã Trân Châu）
- 越海社（Xã Việt Hải）
- 春盎社（Xã Xuân Đám）